# Georg Friedrich Daumer
Georg Friedrich Daumer, född 5 mars 1800 i Nürnberg, död 13 december 1875 i Würzburg, var en tysk skald och författare. Han är även känd som lärare för Kaspar Hauser.
Daumer var 1822-30 lärare vid ett gymnasium i Nürnberg. Som student var han pietist, men sedermera uppträdde han mot kristendomen, vars utrotande han rekommenderade i Religion des neuen Weltalters (1849). Senare (1858) övergick han till katolicismen. Efter sin senaste religionsförändring uppträdde han i Meine Konversion (1859) och Das Christenthum und sein Urheber (1864) och andra arbeten som en målsman för de ultramontana åsikterna. Under pseudonymen "Eusebius Emmeran" utgav han åtskilliga poetiska verk: Mahomet (1848) och Liederblüten des Hafis (1846-51) med flera. Aus der Mansarde (1860-62) innehåller samlade uppsatser av Daumer.